# NGC 468
NGC 468 (другие обозначения — IC 92, MCG 5-4-20, ZWG 502.29, PGC 4780) — галактика в созвездии Рыбы.
Этот объект входит в число перечисленных в оригинальной редакции «Нового общего каталога.
За 50 лет до записи координат этого объекта каталог MCG идентифицировал его с IC 92, который лежал в 4 угловых минутах к северо-северо-западу. Такая идентификация была принята до 2015 года, когда обозначение «NGC 468» было отождествлено с NGC 472.